# Roger Rodrigues da Silva
Roger Rodrigues da Silva (Campinas, 7 januari 1985), ook wel kortweg Roger genoemd, is een Braziliaans voetballer.